# Weno
Weno sau Moen este cel mai mare oraș a Statelor Federate ale Microneziei și capitala statului Chuuk, cu o populație de aproximativ 6.000 - 7.000 de locuitori.